# Rho Puppis

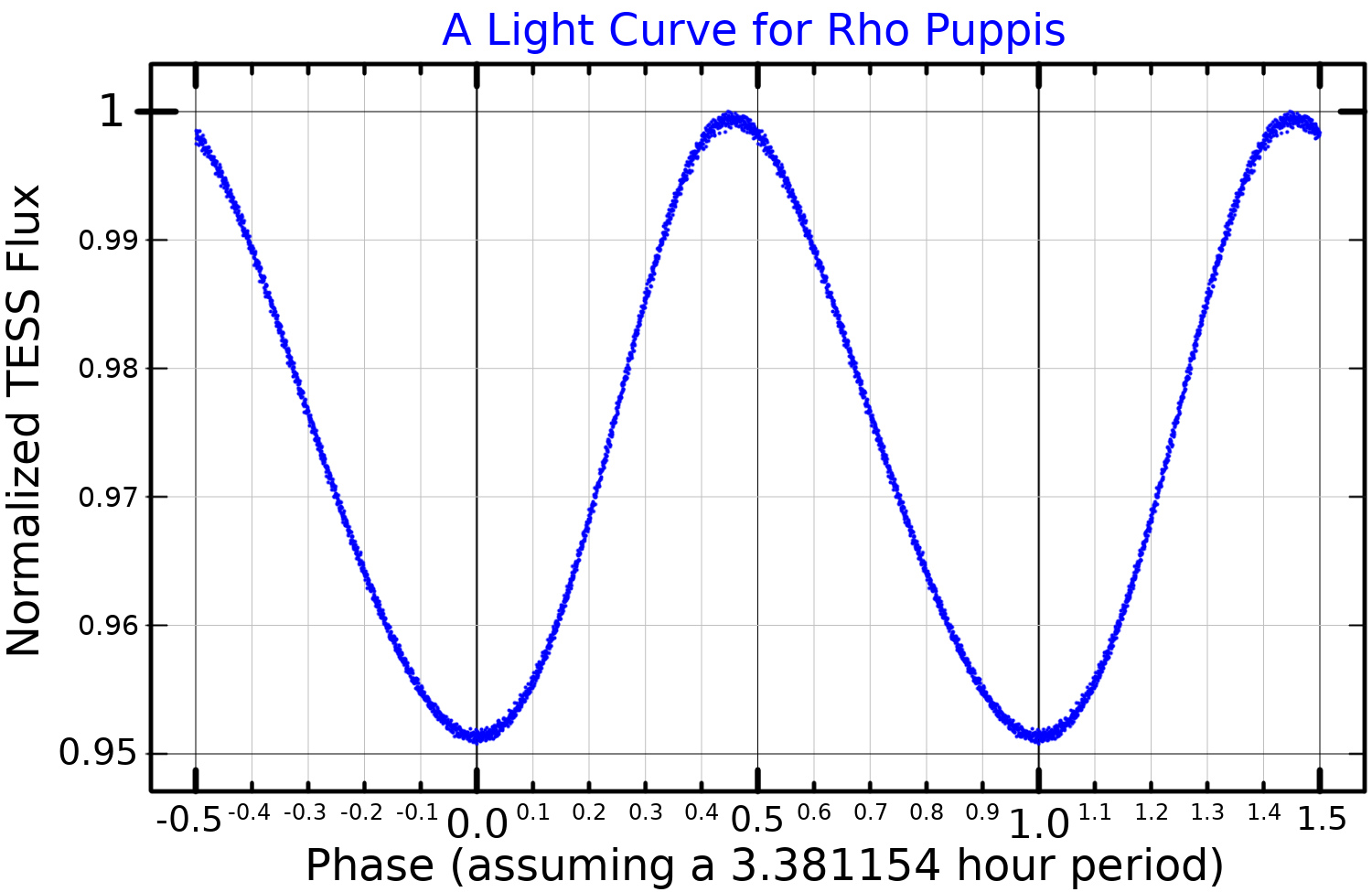
Lichtkromme van Rho Puppis

Rho Puppis is een reuzenster in het sterrenbeeld Achtersteven. Pho Puppis is de op twee na helderste ster van het sterrenbeeld en is naar schatting ongeveer 2 miljard jaar oud. Het is een Delta Scuti-veranderlijke.